# Chrysomya chloropyga
Chrysomya chloropyga is een vliegensoort uit de familie van de bromvliegen (Calliphoridae). De wetenschappelijke naam van de soort is voor het eerst geldig gepubliceerd in 1818 door Christian Rudolph Wilhelm Wiedemann.